# Râul Siliștea, Valea Porumbenilor
Râul Siliștea este un râu din România, afluent al râului Valea Porumbenilor. 